# Janopole (przystanek kolejowy)
Janopole – nieczynny przystanek osobowy w pobliżu Leśniczówki Kuźnica w Puszczy Drawskiej w województwie wielkopolskim, w Polsce.